# Enjoy!
「Enjoy!」は、ORANGE RANGEの配信限定シングル。2019年11月20日にリリースされた。

## 収録曲
1. Enjoy!
  - 作詞・作曲・編曲：ORANGE RANGE　

オリオン チューハイ「WATTA」CMソング。
2019年11月から12月に行われたホールツアー「ORANGE RANGE LIVE TOUR 019 〜What a DE! What a Land!〜」に合わせてリリースされた。
2020年2月22日より発売されたライブ会場限定アルバム『NAKED×REFINISHED -3 mics and back sounds-』に収録されたことにより初CD化された。また、このアルバムに収録されたため、2022年9月14日発売の12thオリジナルアルバム『Double Circle』には収録されなかった。
2021年8月20日放送の「ミュージックステーション」に出演し、「ロコローション」とともに本楽曲をテレビ初披露する予定だったが、メンバーの新型コロナウイルス感染により出演を辞退した。